# Rafael Amaya
Pour les articles homonymes, voir Amaya.
Rafael Amaya, de son vrai nom José Rafael Amaya Nuñez est un top model, chanteur et acteur mexicain. Il est né le 28 février 1977 à Hermosillo, Sonora, Mexique. Il s'est marié avec l'actrice Ana Layevska, qu'il a rencontré sur le tournage de la telenovela Les Deux Visages d'Ana, où ils tiennent les rôles des personnages principaux. Ils ont divorcé par la suite.

## Filmographie

### Télévision
- Salomé (Televisa, 2001-2002) - Julián Lavalle
- La vías del amor (Televisa, 2002-2003) - Paco / Pablo Rivera
- Amar otra vez (Televisa, 2003) - Fernando Castañeda Eslava
- Les Deux Visages d'Ana (Televisa, 2006) - Rafael Bustamente / Gustavo Galvan
- Alguien te mira (Telemundo, 2010-2011) - Julian  García “El Cazador”
- La Reina del sur (Telemundo, 2011) - Raimundo Parra
- El señor de los cielos (Telemundo, 2013) - Don Aurelio Casillas
- Mères entremetteuses (Meddling Mom) (2013) - Don Pablo Montero
- Senora Acero (Telemundo, 2015) - Don Aurelio Casillas

### Cinéma
- Rock Marí (2010) - Pablo